# Wikipedia in ebraico
La Wikipedia in ebraico, spesso abbreviata in he.wikipedia o he.wiki (in ebraico  ויקיפדיה העברית‎?) è l'edizione in lingua ebraica dell'enciclopedia online Wikipedia. La sua prima pagina è stata creata l'8 luglio 2003.

## Statistiche
La Wikipedia in ebraico ha 372 044 voci, 1 575 811 pagine, 1 197 872 utenti registrati di cui 3 043 attivi, 31 amministratori e una "profondità" (depth) di 270 (al 21 marzo 2025).
È la 36ª Wikipedia per numero di voci ma, come "profondità", è la settima fra quelle con più di 100.000 voci (al 14 ottobre 2024).

## Cronologia
- 25 ottobre 2003 — supera le 1000 voci
- 10 settembre 2004 — supera le 10.000 voci
- 24 dicembre 2006 — supera le 50.000 voci
- 10 gennaio 2010 — supera le 100.000 voci ed è la 30ª Wikipedia per numero di voci
- 29 agosto 2013 — supera le 150.000 voci ed è la 37ª Wikipedia per numero di voci
- 28 dicembre 2016 — supera le 200.000 voci ed è la 40ª Wikipedia per numero di voci
- 3 agosto 2021 — supera le 300.000 voci ed è la 37ª Wikipedia per numero di voci